# 410 î.Hr.

## Decese
- Hipocrate din Chios, geometru și astronom din Grecia antică (n. 470 î.Hr.)